# Valencia County
Valencia County är ett administrativt område i delstaten New Mexico, USA, med 76 569 invånare. Den administrativa huvudorten (county seat) är Los Lunas.

## Geografi
Enligt United States Census Bureau så har countyt en total area på 2 766 km². 2 763 km² av den arean är land och 3 km²  är vatten.

### Angränsande countyn
- Bernalillo County, New Mexico - nord
- Torrance County, New Mexico - öst
- Socorro County, New Mexico - syd
- Cibola County, New Mexico - väst